# Philipp Schulze (Fußballspieler)
Philipp Schulze (* 29. Januar 2003 in Neustadt am Rübenberge) ist ein deutscher Fußballtorwart.

## Karriere

### Verein
Nach seinen Anfängen in der Jugend des TSV Luthe und von Hannover 96 wechselte Schulze im Sommer 2017 in die Jugendabteilung des VfL Wolfsburg. Für seinen Verein bestritt er 42 Spiele in der B-Junioren-Bundesliga, 15 Spiele in der A-Junioren-Bundesliga und fünf Spiele in der Saison 2021/22 in der UEFA Youth League. Im Sommer 2021 unterschrieb er bei seinem Verein seinen ersten Profivertrag, kam allerdings nur zu Spieltagskadernominierungen in der Bundesliga, ohne eingesetzt zu werden.
Um Spielpraxis zu sammeln, wurde er Anfang Januar 2024 für den Rest der Saison an den Drittligisten Hallescher FC verliehen. Er kam dort auch zu seinem ersten Profieinsatz, als er am 20. Januar 2024, dem 21. Spieltag, beim 3:1-Heimsieg gegen den FC Ingolstadt 04 in der Startformation stand. Der Torhüter absolvierte insgesamt 14 Ligaspiele und stieg mit dem Verein in die Regionalliga Nordost ab.
Zur Saison 2024/25 folgte dann eine weitere Leihe zum  SC Verl in die 3. Liga.

### Nationalmannschaft
Von 2018 bis 2020 absolvierte Schulze insgesamt sieben Partien für diverse Jugendnationalmannschaften des Deutschen Fußball-Bunds.